# Stalix davidsheni
Stalix davidsheni är en fiskart som beskrevs av Klausewitz, 1985. Stalix davidsheni ingår i släktet Stalix och familjen Opistognathidae. Inga underarter finns listade i Catalogue of Life.